# La Ponyo al penya-segat
La Ponyo al penya-segat (崖の上のポニョ, Gake no Ue no Ponyo) és una pel·lícula d'anime japonesa i de fantasia escrita i dirigida per Hayao Miyazaki i animada per l'Studio Ghibli. Es va estrenar el 19 de juliol del 2008 i va ser molt ben rebuda per la crítica. Guanyà el Premi de l'Acadèmia Japonesa a la millor pel·lícula d'animació. Ha estat doblada al català i es va emetre al canal SX3 el 5 de juliol de 2024 per internet i el 6 de juliol de 2024 pel canal lineal.

## Argument
En Sosuke és un nen de cinc anys que un dia, mentre juga a la platja, es troba un peixet de colors, la Ponyo, que té el cap encallat en un pot de melmelada. El nen la rescata i li diu: "No et preocupis jo et cuidaré i et protegiré". El pare de la Ponyo, un bruixot que viu a les profunditats del mar, l'obliga a tornar, però la Ponyo vol convertir-se en humana per poder estar amb en Sosuke.

## Doblatge
La pel·lícula es va doblar al català el 2009 per l'Estudi International Soundstudio, sota la direcció de Ramón Hernàndez. La traducció va ser de Verónica Calafell.
| Personatge | Veu en japonès   | Veu en català     |
| ---------- | ---------------- | ----------------- |
| Ponyo      | Yuria Nara       | Núria Trifol      |
| Sōsuke     | Hiroki Doi       | Elisabet Bargalló |
| Lisa       | Tomoko Yamaguchi | Teresa Manresa    |
| Granmare   | Yūki Amami       | Eva Lluch         |
| Fujimoto   | George Tokoro    | Toni Sevilla      |
| Mare       | Rumi Hiiragi     | Lourdes López     |
| Toki       | Kazuko Yoshiyuki | Carme Contreras   |
| Yoshie     | Tomoko Naraoka   | Marta Padovan     |
| Kayo       | Tokie Hidari     | Carme Contreras   |

## Inspiració
Com moltes de les pel·lícules de l'estudi Ghibli, La Ponyo al penya-segat fa una denúncia contra el maltractament del medi-ambient (més específicament del mar). A més, com a pel·lícula infantil, també té alguns trets característics d'aquestes: un discurs didàctic, tractament de temes com la vellesa o l'amistat. També conté molts elements de la literatura universal, com elements de "La sireneta", de Hans Cristian Andersen, o "El capità nemo" de XX. A més, la pel·lícula té molts elements de la mitologia japonesa.

### Literatura

#### La sireneta
Tot i no cenyir-se a la història de Disney, la pel·lícula té certs aspectes en comú:
- La Ponyo viu al fons del mar amb el seu pare i les seves germanes fins que té curiositat per la superfície i aleshores hi va.
- Adquireix cames i una aparença humana per poder estar amb la persona que troba a la superfície
- Només podrà quedar-se amb l'aparença humana si el noi l'estima amb tot el seu cor.

Ghibli presenta na Ponyo com un híbrid entre peix i humana que viu sota l'aigua. La seva aparença, però, guarda més relació amb les sirenes de la mitologia japonesa (ningyo) que l'occidental.

### Mitologia

#### Namazu
És una criatura mitològica, un Yokai, en forma de peix gat gegantí. El mite diu que té una força descomunal amb què provocava terratrèmols cada vegada que donava un cop de cua. A més, en Namazu podia interactuar amb els éssers humans, i fins i tot transformar-se en un.
En aquesta darrera característica podem identificar fàcilment la referència a la capacitat de na Ponyo de transformar-se de peix a humana.
A més, el déu Kashima era l'únic que podia controlar en Namazu, ja que el pot mantenir immobilitzat, però quan es descuidava, la criatura es movia i causava terratrèmols.
Aquesta dinàmica també apareix en la pel·lícula, amb la relació entre na Ponyo i el seu pare Fujimoto, qui es passa tota la pel·lícula intentant controlar-la i protegir-la, i quan es descuida a l'inici és quan ella escapa i comencen tots els esdeveniments que sacsegen el terra.

#### Ningyo
Són la concepció japonesa de les sirenes (també són Yokai). Aquestes no eren belles, com les occidentals, sinó que tenien un aspecte horrorós i eren éssers marins descrits originalment com una barreja entre peix i persona en què únicament el cap té aparença humana. També se solien descriure amb una cresta vermella a l'esquena.
L'aparició d'una sirena era considerada símbol d'alarma, no queda ben bé clar si bola o dolenta, ja que no se sabia si eren éssers bondadosos. De tota manera, deia el mite que si no es feia cas a l'advertència de la sirena, es podien originar tempestes, tsunamis i terratrèmols.
En aquesta descripció podem identificar diversos aspectes de na Ponyo: cap de persona, forma de nena, causa terratrèmols, tempestes i tsunamis, és vermella...